# جورج آرنوت ووكر-آرنوت
جورج أرنوت واكر-أرنوت (1799-1868) (بالإنجليزية: George Arnott Walker-Arnott)‏ هو عالم نبات اسكتلندي.

## نباتات وصفها ووكر-آرنوت
- إكسورة أريجية
- بكاريس أبيض
- بن ترافنكوري
- تورية طقسوسية الأوراق
- خوخ بهشي الأوراق
- خويفيرة هلباء
- سكالسيا جلوانية
- سيسبان لبدي
- صابونية دروموندية
- عرقسوس قتادي
- عشرب والكري
- غوشناطية ورقية
- قصعين أزغب الرأس
- قضب ثلاثي الأوراق
- قلقل دغيلي
- لواسة سهمية
- لواسة شاحبة
- ميقونة أرجوانية داكنة